# 3162 Nostalgia
3162 Nostalgia este un asteroid din centura principală, descoperit pe 16 decembrie 1980 de Edward Bowell.